# Hiroshi Teshigahara
Hiroshi Teshigahara (勅使河原 宏, Teshigahara Hiroshi), né le 28 janvier 1927 à Tokyo et mort le 14 avril 2001 à Tokyo, est un réalisateur japonais, célèbre pour son film d'avant-garde La Femme des sables, prix spécial du jury au festival de Cannes de 1964, adapté, comme une partie de ses films (Le Visage d'un autre, Le Plan déchiqueté) d'un roman de son contemporain Kōbō Abe.
Il est une des figures de la Nouvelle vague japonaise.

## Biographie
Fils de Sofu Teshigahara, un maître d'ikebana réputé, il pratique aussi l'arrangement floral (il prend la direction de l'école d'ikebana de son père à sa mort) et la peinture.

## Filmographie sélective
Établie à partir de JMDB et Tadao Sato, Le Cinéma japonais, Tome II.
- 1958 : Tokyo 1958 (東京1958, Tōkyō 1958?) co-réalisé avec Susumu Hani, Zenzō Matsuyama, Kyūshirō Kusakabe, Masahiro Ogi (ja), Yoshirō Kawazu, Sadamu Maruo, Kanzaburō Mushanokoji et Ryūichirō Sakisaka (court métrage expérimental)[6]
- 1959 : Jose Torres
- 1962 : Le Traquenard (おとし穴, Otoshiana?)
- 1964 : La Fleur de l'âge, ou Les adolescentes (思春期, Shishunki?), segment « Ako »
- 1964 : La Femme des sables (砂の女, Suna no onna?)
- 1966 : Le Visage d'un autre (他人の顔, Tanin no kao?)
- 1967 : Bakuso (インディレース?, Indi race (second titre))
- 1968 : Le Plan déchiqueté (燃えつきた地図, Moetsukita chizu?)
- 1972 : Summer Soldiers (サマー・ソルジャー, Sama soruja?)
- 1984 : Antonio Gaudí (アントニー・ガウディー?)
- 1989 : Rikyu (利休, Rikyū?)
- 1992 : La Princesse Go (豪姫, Gō-hime?)

## Récompenses cinématographiques
- 1964 : Prix spécial du jury au festival de Cannes pour La Femme des sables

## Décorations
- Médaille d'honneur au ruban pourpre (Japon) en 1992.
- Commandeur de l'ordre des Arts et des Lettres Il est fait commandeur le 15 février 1996[7].